# Bokliplip
Bokliplip ist eine Insel des Kwajalein-Atolls in der Ralik-Kette im ozeanischen Staat der Marshallinseln (RMI).

## Geographie
Das Motu am Westende des nördlichen Riffsaums des Atolls, östlich von Mejatto zusammen mit Oreba. Das nächste Motu im Osten ist Geiga.

## Klima
Das Klima ist tropisch heiß, wird jedoch von ständig wehenden Winden gemäßigt. Ebenso wie die anderen Orte der Kwajalein-Gruppe wird Bokliplip gelegentlich von Zyklonen heimgesucht.